# Anthracoidea pratensis
Anthracoidea pratensis är en svampart som först beskrevs av Hans Sydow, och fick sitt nu gällande namn av Boidol & Poelt 1963. Anthracoidea pratensis ingår i släktet Anthracoidea och familjen Anthracoideaceae.   Inga underarter finns listade i Catalogue of Life.